# Inkubátor

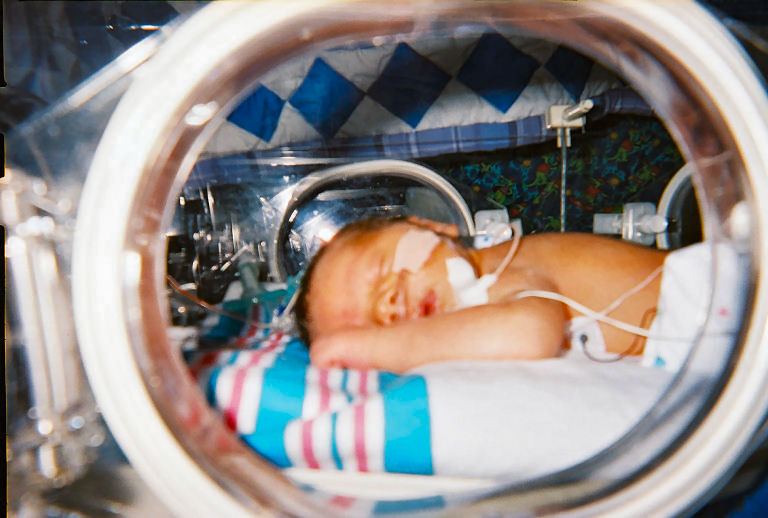
Novorozenec spící v inkubátoru

Inkubátor nebo také termostat (zastarale také couveusa, kuvéza) je zařízení pro regulaci teploty a dalších parametrů v uzavřeném prostoru, čímž se v něm vytváří „ideální“ podmínky.

## Historie
Historicky první inkubátor, tzv. Ruehlovu kolébku, používal v Petrohradě od roku 1835 v carském nalezinci osobní lékař manželky cara Pavla I. Marie Fjodorovny. Jednalo se o pouhou vaničku s dvojitými stěnami ze železného plechu natřenými olejovou barvou. Novorozence zahřívala teplá voda nalitá mezi stěny.
Další modely inkubátorů se objevily v 60. letech 19. století ve Francii, Anglii a v USA. Pro domácí použití byl určen například inkubátor, jehož stálou teplotu měly zajišťovat střešní tašky nahřáté na kamnech. V Paříži se zase používaly vyhřívané inkubátory do kterých mohlo být umístěno až šest dětí současně.
Počátkem 20. století se v inkubátorech začal používat elektrický proud. Nejprve se vytápěly s pomocí žárovek, regulace teploty však byla nespolehlivá a novorozencům hrozilo přehřátí. Značnou nevýhodou bylo mimo jiné i to, že do inkubátorů nebylo vidět – kryty byly vesměs dřevěné nebo kovové.
K výraznému zdokonalení konstrukce došlo až ve 30. letech. Jako materiál pláště se začalo používat průhledné plexisklo a uvnitř inkubátorů bylo zavedeno proudění vzduchu čištěného s pomocí bakteriálního filtru. Byla zavedena dokonalejší regulace teploty i vlhkosti vzduchu a přívod kyslíku. Tyto inkubátory významně přispívají ke snížení kojenecké úmrtnosti v moderním světě a z tohoto důvodu bývají často součástí rozvojové pomoci. Příkladem je zásilka inkubátorů, kterou obdrželo po 2. světové válce Československo od dětského fondu UNICEF.

## Typy inkubátorů
Existují dva základní typy inkubátorů:
- pro novorozence – (neonatologický)
- pro chemikálie – (laboratorní)

### Neonatologický inkubátor
Používá se pro nedonošence. Uvnitř se udržuje teplota podobná jako v děloze matky a vyšší koncentrace kyslíku. Tato hladina musí být regulována (vyrovnanost hladiny O2) a kontrolována (koncentrace O2), jinak je nedonošenec ohrožen retinopatií.

### Laboratorní inkubátor

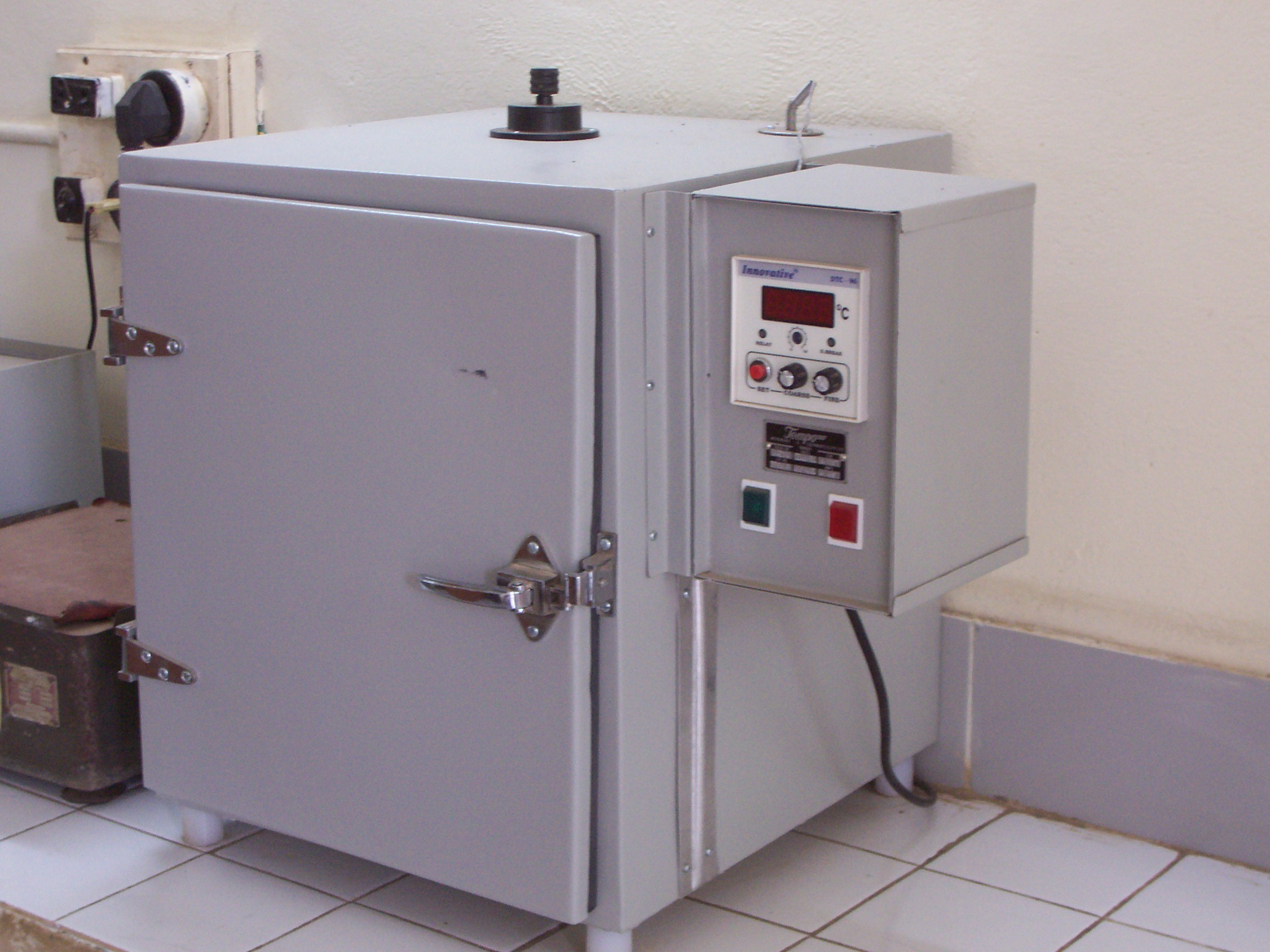
Starší model laboratorního inkubátoru

Vytváří ideální podmínky pro chemikálie nebo rostliny.
Podle typu lze v interiéru nastavovat:
- teplotu (°C)
- hladinu CO2 (%)
- vlhkost (%)
- osvětlení (Lux)

Některé inkubátory mohou být vybaveny elektrickou zásuvkou pro zapojení dalšího přístroje uvnitř inkubátoru nebo mohou mít přímo v sobě zabudovanou třepačku (viz Inkubované třepačky).
Laboratorní inkubátor na rozdíl od sušárny disponuje druhými, prosklenými dveřmi. Ty zabraňují narušení interiéru při optické kontrole inkubovaných vzorků.